# Marcelo Pagani
Marcelo Pagani (19 de agosto de 1941) é um ex-futebolista argentino que desenvolveu sua carreira em clubes na Argentina, Itália e Chile. Ele fez parte da Seleção Argentina que competiu na Copa do Mundo de 1962.

## Carreira

### Clubes
Ele começou sua carreira no Rosário Central em 1959. Suas boas atuações chamaram a atenção do River Plate, que o contratou em 1962. 
Nos "Milionarios", ele se recusou a jogar contra o Rosario Central, o que lhe custou ficar fora da consideração do técnico e depois de disputar a Copa do Mundo de 1962 no Chile, ele foi para a Inter de Milão. 
Lá, ele não muitas chances de jogar, já que naquela época a cota de jogadores estrangeiros era reduzida e Pagani precisava alternar com os outros jogadores estrangeiros. Ele foi campeão da Série A na temporada 1962/63. 
Nas temporadas seguintes, ele jogou por Messina e Mantova e em 1966, ele retornou ao Rosario Central. Um ano e meio depois, ele foi para o Deportes Concepción do Chile. Lá ele ganhou o carinho do povo, porque depois de deixar o clube, um grupo de torcedores fundou um clube chamado Deportivo Marcelo Pagani, que usa a mesma camisa do Rosario Central. Ele se aposentou no Audax Italiano.

### Seleção
Ele disputou 6 jogos oficiais com a camisa albiceleste, convertendo 2 gols. Ele jogou na Copa do Mundo de 1962. Deve-se notar que ele jogou outros jogos não oficiais com a equipe nacional; por exemplo, os que foram preparatórios para a Copa do Mundo: contra uma seleção de São Paulo, onde ele marcou os quatro gols da Argentina; contra o Internacional, no qual ele marcou três gols na vitória por 4-2; outro contra o SC Preußen 06 Münster (vitória argentina 2-1).

## Títulos
- Serie A: 1962/63.

- Torneo Provincial: 1968.